# A menyasszony anyja
A menyasszony anyja (eredeti cím: Mother of the Bride) 2024-ben bemutatott amerikai romantikus filmvígjáték, amelyet Robin Bernheim forgatókönyvéből Mark Waters rendezett. A főbb szerepekben Brooke Shields, Miranda Cosgrove, Sean Teale, Chad Michael Murray, Rachael Harris és Benjamin Bratt látható.
A filmet 2024. május 9-én mutatta be Netflix.

## Cselekmény
Lana lánya, Emma egy év külföldi tartózkodás után visszatér Londonból. Hazatérése alkalmából Emma elmondja édesanyjának, hogy Londonban megismerkedett élete szerelmével, és egy hónap múlva a thaiföldi Phuket szigetén házasságot kötnek.
Thaiföldön Lana megismeri leendő vejét, RJ-t, és rájön, az apja nem más, mint gyerekkori szerelme, Will, aki évekkel ezelőtt összetörte a szívét. Lana most meg akarja akadályozni, hogy ugyanez történjen a lányával is.
Lana azonban rájön, hogy Will még mindig nagyon jóképű, és a közelében egyik baklövésből a másikba esik. Lana legjobb barátnője, Janice támogatja őt, és megpróbálja megakadályozni, hogy további kínos helyzetekbe keveredjen. Janice emellett bemutatja neki a sármos Lucast is.

## Szereplők
| Szerep | Színész             | Magyar hang     |
| ------ | ------------------- | --------------- |
| Lana   | Brooke Shields      | Pápai Erika     |
| Emma   | Miranda Cosgrove    | Laudon Andrea   |
| Will   | Benjamin Bratt      | Forgács Péter   |
| Janice | Rachael Harris      | Spilák Klára    |
| RJ     | Sean Teale          | Gacsal Ádám     |
| Lucas  | Chad Michael Murray | Markovics Tamás |
| Clay   | Michael McDonald    | Bardóczy Attila |
| Scott  | Wilson Cruz         |                 |
| Camala | Tasneem Roc         |                 |
| Harley | Dalip Sondhi        |                 |

### Magyar változat
- Magyar szöveg: Nacsa-Bán Zsanett
- Hangmérnök és vágó: Patkovics Péter
- Gyártásvezető: Farkas Márta
- Szinkronrendező: Joó Gábor
- Produkciós vezető: Horján Annamária

A szinkront a Direct Dub Studios készítette el.

## A film készítése
2023 februárjában a Netflix bejelentette, hogy Robin Bernheim által írt és Mark Waters rendezésében készülő romantikus vígjáték elkészítés alatt áll. Brooke Shields, Miranda Cosgrove, Benjamin Bratt, Chad Michael Murray, Rachael Harris, Sean Teale, Wilson Cruz, Michael McDonald, Tasneem Roc és Dalip Sondhi csatlakozott a szereplőgárdához. A forgatás 2023 áprilisában kezdődött a thaiföldi Phuket szigetén.

## Bemutató
A menyasszony anyja című film 2024. május 9-én jelent meg a Netflixen. Június végére a film 77 millió megtekintést ért el.

## Fogadtatás
A Rotten Tomatoes weboldalon 13%-os értékelést kapott 48 pozitív kritika alapján, az átlagértékelése 3,3 pont a 10-ből. Az oldal szöveges összefoglalója szerint: „A menyasszony anyja egy gyakran figyelmen kívül hagyott demográfiai csoportot kiszolgálva kristálytiszta strandokra visz minket, mielőtt ünnepélyesen elmerülne a nem mindennapi vizekben.” A Metacritic oldalán 100-ból 39 pontot kapott 12 kritikai vélemény alapján, ami „általánosságban kedvezőtlen” értékelést jelent.